# Takuma Ōminami
Takuma Ōminami (大南 拓磨 Ōminami Takuma?, Aichi, 13 de diciembre de 1997) es un futbolista japonés que juega como defensa en el Oud-Heverlee Leuven de la Primera División de Bélgica.

## Trayectoria

### Clubes
| Club                         | País    | Año       |
| ---------------------------- | ------- | --------- |
| Júbilo Iwata                 | Japón   | 2016-2019 |
| Kashiwa Reysol               | Japón   | 2020-2022 |
| Kawasaki Frontale            | Japón   | 2023-     |
| Oud-Heverlee Leuven (cedido) | Bélgica | 2024-     |

## Palmarés

### Títulos nacionales
| Título             | Club              | País  | Año  |
| ------------------ | ----------------- | ----- | ---- |
| Copa del Emperador | Kawasaki Frontale | Japón | 2023 |
| Supercopa de Japón | Kawasaki Frontale | Japón | 2024 |

### Títulos internacionales
| Título                                | Club (*)           | País  | Año  |
| ------------------------------------- | ------------------ | ----- | ---- |
| Campeonato de Fútbol de Asia Oriental | Selección de Japón | Japón | 2022 |

(*) Incluyendo la selección.